# パリ〜ルーベ
パリ〜ルーベ (Paris - Roubaix) は、自転車ロードレースの一つで、フランスのパリからルーベまで、およそ260Kmを走るワンデイレース。1896年から行われているクラシックレース。最多優勝者はロジェ・デフラミンク（1972、74、75、77年）とトム・ボーネン（2005、08、09、12年）の各4回。
レースの最後はルーベの街中にあるヴェロドロームを1周半しゴールとなるのが恒例である。

## 概要

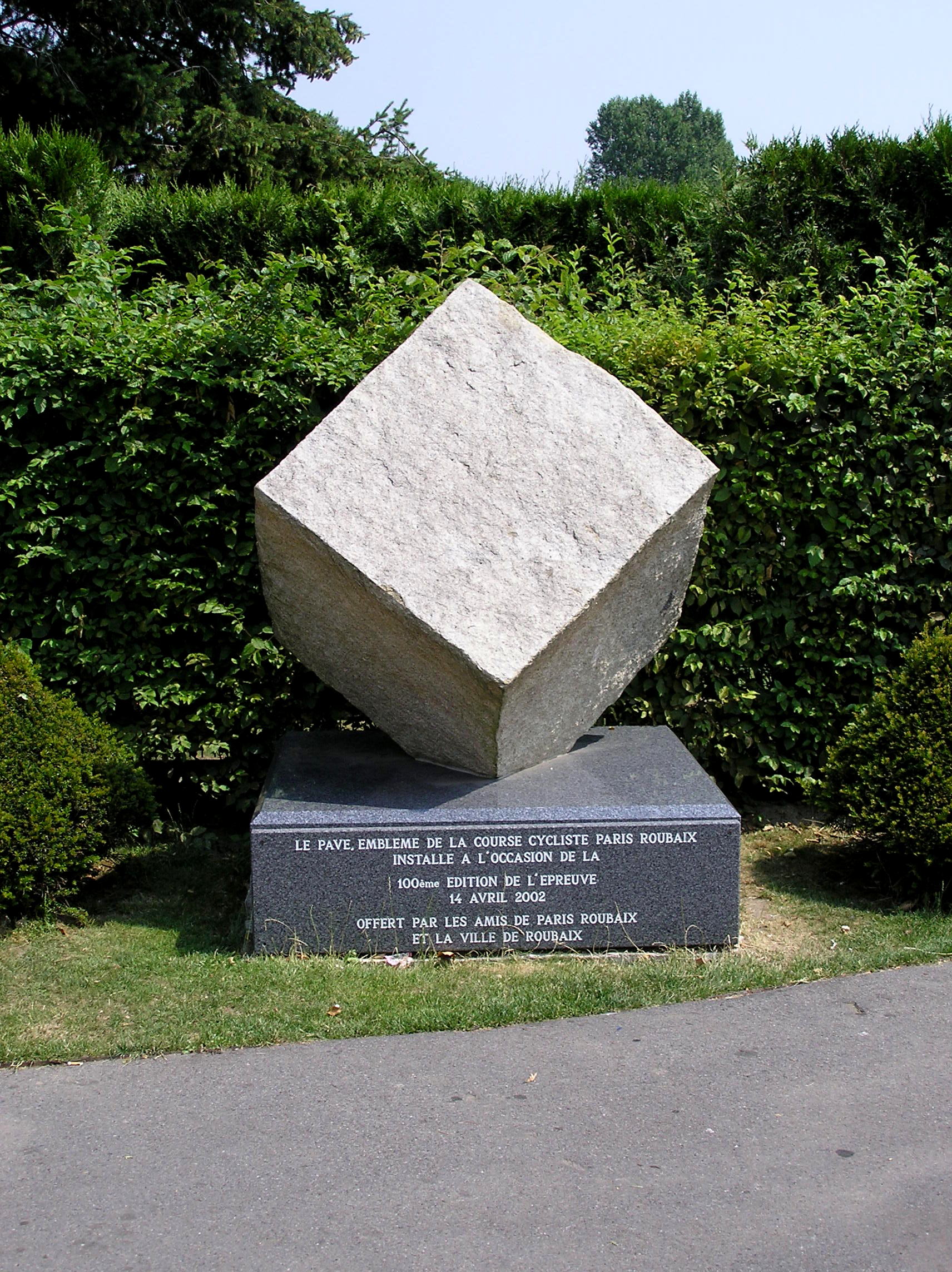
ヴェロドロームの前にある100回開催記念碑。デザインはこのレースの象徴である石畳をモチーフとしている。

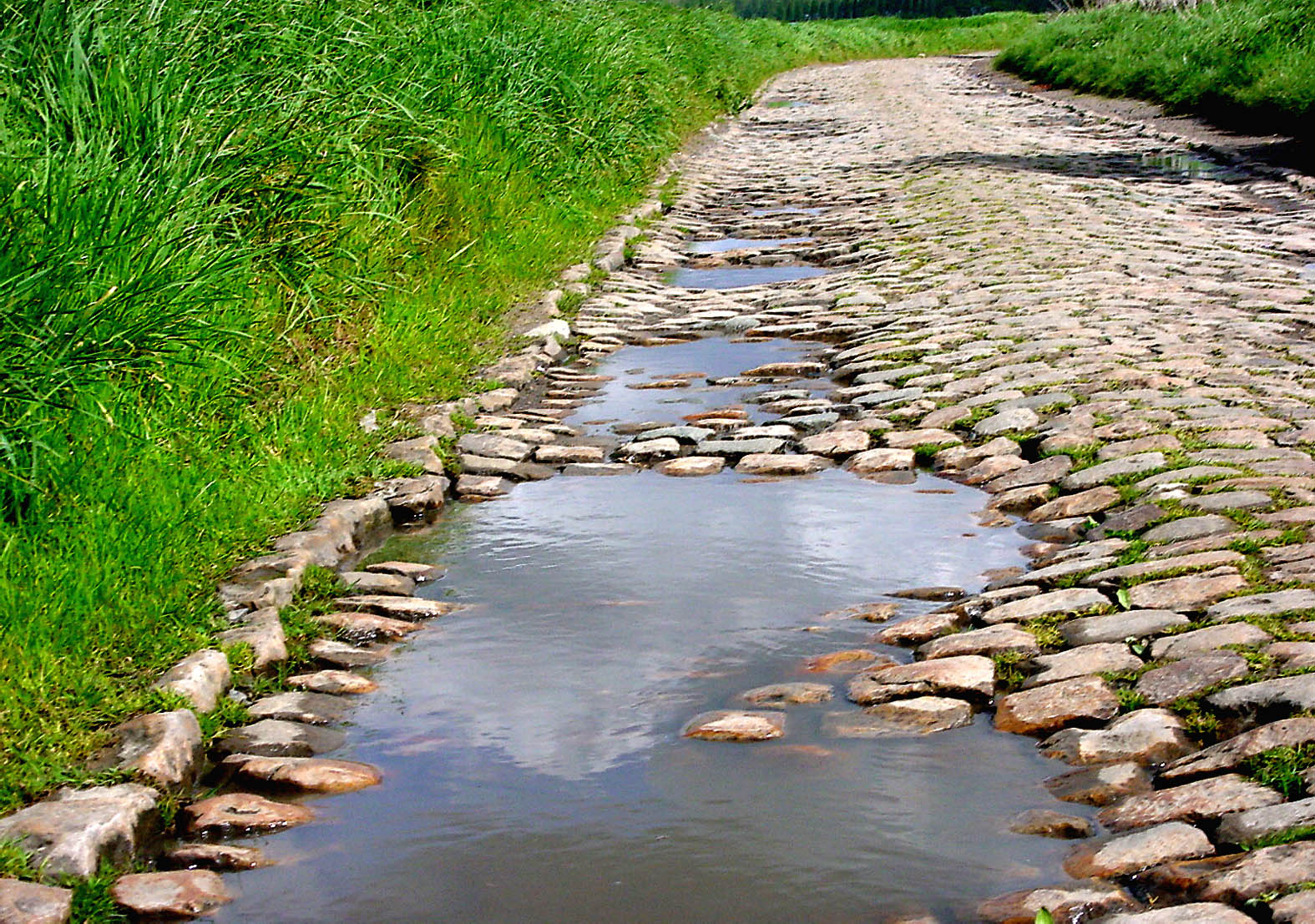
大きく波うつパヴェ。中には土がむき出しになり陥没したところさえある

ワンデーレースの中では最も格式あるレース、「モニュメント」の一つであり、「クラシックの女王」と呼ばれる。
その優雅な異名とほぼフラットなコースレイアウトとは裏腹に内容は過酷であり、総数30弱、総延長で50Km前後にも及ぶ握りこぶし大の石が敷き詰められたパヴェ（石畳）が登場し、強烈な振動で選手を苦しめ、風雨にさらされ露出した鋭い角や段差でパンクや落車を発生させる。
雨が降った場合は、はじけ飛ぶ泥のせいで選手たちは泥まみれとなる。泥が変速機やチェーンに降り注ぐため、メカトラブルも多発し、ぬかるみにタイヤをとられたり、濡れていっそう滑りやすくなった石が原因でパヴェでは大落車が発生しやすくなる。
晴天の場合も巻き上がる土埃が選手の眼や喉に襲い掛かり、スピードが出やすくなるためシビアなバイクコントロールがいっそう困難になり、パンクが多発し、落車すれば激しく石の上に叩きつけられて負傷することになる。
毎年のように落車して骨折したり、土や泥が口や擦り傷に入って感染症にかかる選手が発生するすさまじさゆえ、このレースには「北の地獄」というもう一つの異名が冠せられている（4月中旬の日曜日に開催されることから「地獄の日曜日」とも呼ばれる）。

## パヴェについて
先述の通り例年、多少の変更は有りながらも大小30箇所前後、距離にして50km前後のパヴェ区間が設定される。これら全てに番号が振られており、数字と併せて「セクター」 (例:第6セクター・セクター19) と呼ばれる。セクターの数字はゴールに近づくほど数が減るカウントダウン方式を採っている。
パヴェにはそれぞれ荒れ具合や距離などをふまえ、五つまでの星の数でその過酷さが表される。完走者でパンクを経験しないのは2割前後と言われており、最も過酷な五つ星がつけられるアランベール、モンサン・ペベル、カルフール・ダルブルなどのパヴェは一流のバイクコントロールを誇るプロ選手たちですら、パンクや落車が起きないよう、天に祈って走るほどである。
こうしたリスクを少しでも避けるため、パヴェ区間に入ると、選手は比較的路面の荒れが少ない路肩を選んで走るのが通例であるが、路肩は非常に面積が狭いため、自然と選手が一列棒状になる。
この時に先行する選手たちがアタックをかけると、そのまま路肩を走っていては置き去りにされてしまうため、後方にいる選手たちは、パヴェ上を走って追走しなくてはいけない。しかし、アスファルトで舗装された道と異なり、段差のあるパヴェを走行する場合は常に落車やパンクの危険を伴うことになる。加速・追撃することは困難を極めめる為に通常のロードレースに比べて集団が分断されやすい。
これに加え、仮にパヴェ区間において集団の前方で落車が発生すると道が細いので簡単に塞がれてしまう。その為、後方の選手は物理的に前に進むことができなくなりコース沿いの畑などの中やその畦道を進む (多くのパヴェ区間は通常、農道として使用されている) 羽目になる。その間にギャップは広がる一方となり、最悪の場合は戦わずして勝負に絡むことさえ出来なくなる可能性を孕んでいる。このことから通常のレースと異なり風圧を受けるのを承知で先頭に立ち、上記のリスクを最小限に抑える作戦を採ることとなる。どのチームも考えることは同じなので、時にセクターの入り口付近でゴール前スプリントの位置どり争いの様相を呈することもある。
更に万が一パヴェ区間でチームメイトがいない中、メカトラブルが発生してしまうと道が細く時にコースを迂回する形でチームカーコンボイがレースを追うので、到着するまでに相当な時間がかかる。その為他のレースよりもメカトラブルが致命的な遅れになる可能性が高い。
よってこのレースの戦い方としては、パヴェの特に荒れた箇所に突入するところでアタックをかけて、人数を絞り込んでいく、あるいはひたすら先頭についていき、アタックの繰り返しや段差による振動、プレッシャーによって相手を肉体的・精神的に消耗させてから、終盤でのアタックやヴェロドロームでのゴールスプリントに持ち込む、といったパヴェ区間を利用した各種の駆け引きがレースの重要なポイントとなっている。

### パヴェのセクター一覧
- パヴェ（石畳）は全行程に27セクター用意されている[4]。
- 始点（スタート地点）はコンピエーニュ。
- カテゴリ － の数が多いほど難度が高い。

| セクターNo. | 始点からの距離(km) | 行程                                      | 長さ(km) | カテゴリ          |
| ----------- | ------------------ | ----------------------------------------- | -------- | ----------------- |
| 27          | 97.5               | トロワヴィユ > アンシュイ                 | 2.2      | * · * · *         |
| 26          | 104.0              | ヴィエスリ > キエヴィ                     | 1.8      | * · * · *         |
| 25          | 106.5              | キエヴィ > サン＝ピトン                   | 3.7      | * · * · * · *     |
| 24          | 115.5              | サン＝ピトン                              | 1.5      | * · *             |
| 23          | 119.0              | ヴェルテン > サン＝マルタン＝スュレケヨン | 2.3      | * · * · *         |
| 22          | 126.0              | カプル＝スュレケヨン > ル＝ビュア         | 1.7      | * · * · *         |
| 21          | 138.0              | ヴェルシェン＝モグレ > ケレネン           | 1.6      | * · * · *         |
| 20          | 141.0              | ケレネン > メン                           | 2.5      | * · * · *         |
| 19          | 144.0              | メン > モンショー＝スュレケヨン           | 1.6      | * · * · *         |
| 18          | 155.5              | アヴリュイ > ワレル                       | 2.5      | * · * · * · *     |
| 17          | 164.0              | トルエ・ダランベール （アランベール）     | 2.4      | * · * · * · * · * |
| 16          | 176.0              | オルネン > ワンディニェ＝アマージュ       | 3.7      | * · * · *         |
| 15          | 183,5              | ワルレン > ブリヨン                       | 2.4      | * · * · *         |
| 14          | 187.0              | ティヨワイ > サルセ＝ロジエール           | 2.4      | * · * · *         |
| 13          | 193.5              | ブヴリ＝ラ＝フォレ > クロイエ             | 1.4      | * · * · *         |
| 12          | 198.5              | オルシエ                                  | 1.7      | * · * · *         |
| 11          | 204.5              | オシュイ＝レ＝オルシエ > ベルセ           | 2.6      | * · *             |
| 10          | 210.0              | モンス＝アン＝ペヴェル                    | 3.0      | * · * · * · * · * |
| 9           | 216.0              | メリニェ > ル・プレズ                     | 0.7      | * · *             |
| 8           | 219.5              | ポン＝ティボー > アヌヴァラン             | 1.4      | * · * · *         |
| 7           | 225.0              | タンプルヴ (レパヌト)                     | 0.2      | *                 |
| 7           | 225.5              | タンプルヴ (ムラン＝ド＝ヴェルテン)       | 0.5      | * · *             |
| 6           | 232.0              | シソワン > ブルゲル                       | 1.3      | * · * · * · *     |
| 6           | 234.5              | ブルゲル > ワヌエン                       | 1.1      | * · * · * · *     |
| 5           | 239.0              | カンファナン＝ペヴェル                    | 1.8      | * · * · * · *     |
| 4           | 241.5              | カルフール・ド・ラルブル                  | 2.1      | * · * · * · * · * |
| 3           | 244.0              | グリュゾン                                | 1.1      | * · *             |
| 2           | 250.5              | ウィラン > アン                           | 1.4      | *                 |
| 1           | 257.5              | ルーベ                                    | 0.3      | *                 |

## アランベール

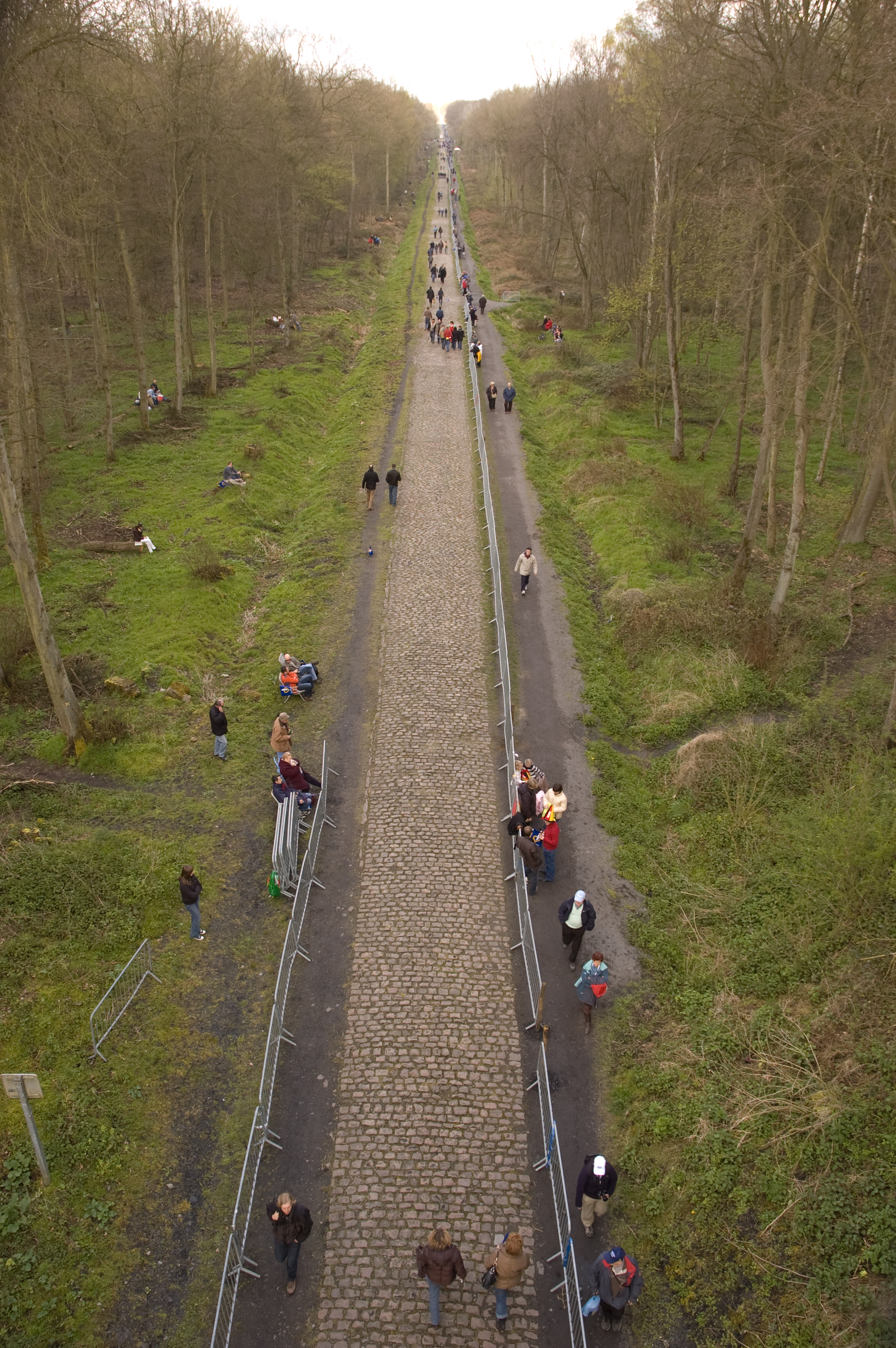
悪名高いアランベールのパヴェ

五つ星のパヴェの中でも難所中の難所として知られ、パリ〜ルーベを象徴する存在が、トルエ・ダランベール（Trouée d’Arenberg）、通称「アランベール」である。2.4kmにわたり、レーズムの森〜サンアマン〜ワーレルを貫くこの道は、1968年に初めてコースに組み入れられた。
ほとんどが平坦なレイアウトのレースの中では珍しい登り区間のため、アタックをかけてライバルを引き離す絶好のポイントとなっているが、パヴェの荒れ具合が特に激しく（あまりにコンディションが悪く、安全が保障できないという理由で2005年のレースではコースから外されたほど）、ロードレーサーどころかシクロクロスバイクでも走る事が困難なほどである。
そのうえ比較的走行し易い路肩部分には主催者が柵をはって、1人走れるかどうかという程度の幅しか残しておらず、ほとんどの選手はいやでもパヴェ上を走るしかない。そのうえ雨が降れば、その路肩も泥や水溜まりでまともな走行は不可能になるため、強制的にパヴェの上を走らされる事となる。1台分狭まった道幅で混雑が激しくなり、誰かが石の表面に浮いた土でスリップしてコントロールを失ったり、石と石の隙間の段差や泥にはまったりしてバランスを失うと、それをきっかけとして大量の落車が発生する。1998年にはヨハン・ムセウが膝の骨を砕き、2001年にはフィリップ・ゴーモンが大腿骨骨折の大怪我を負っているほか、選手以外にもバイクカメラが転倒するなどの事故も多発している。
このパヴェがセクターナンバーとしては序盤、コース全体としては中盤に設定されることが多く、その後の展開如何では挽回することが出来るという点は選手の救いとなっている。

## 機材について

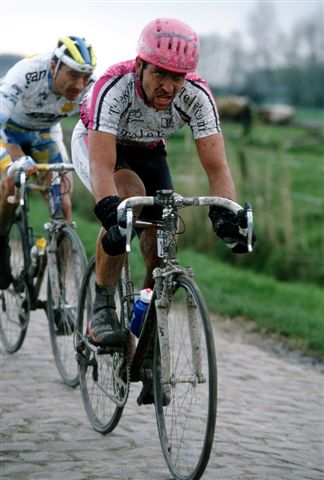
サスペンション付きのロードレーサーで走る選手たち

過酷なパヴェを攻略するため、このレースには他のUCIワールドツアーのレースでは使用されない特殊な機材が使用される。
例えば振動を軽減する目的で、わざわざこのレースに合わせたジオメトリを採用したり、振動軽減の加工を施した特製のワンオフフレームを使用したりする。ほかにも、厚手のバーテープを二重に巻いたり、エラストマー（衝撃吸収剤）をフレームやハンドル内に封入したりすることも多い。かつてはマウンテンバイクのようなサスペンションを付けたロードレーサーが投入されたこともある。
さらに泥詰まり対策としては、通常使われるキャリパーブレーキの代わりにカンチブレーキを使用することがある。近年では改造ではなく最初からシクロクロスバイクを用いたり、プロユースではパリ〜ルーベやロンド・ファン・フラーンデレン専用、アマチュアユースではロングライドイベント向けとなる振動吸収性に優れたモデル（スペシャライズドのルーベシリーズ、ピナレロのKOBHシリーズなど）を用いることが多くなっている。
またホイールも、パンクやトラブル防止のために、他のレースで用いる少ないスポークのエアロリムにクリンチャータイヤといった構成ではなく、多めのスポークにチューブラータイヤ（パンクしてもある程度走り続けることができるため）か、チューブレスタイヤという組み合わせを使用することが多い。かつてはシクロクロス用のハンドメイドタイヤ「デュガス」を愛用する選手も多かった。カーボン技術の発達によりホイールが割れにくくなったことから、2010年のこのレースを制したファビアン・カンチェラーラのようにカーボンディープリムをチョイスする選手も出始めた。
このほかレース中の対策として、パヴェでは車が選手の脇を通れないことが多く、通常のチームサポートカーやニュートラルカー（マヴィックカー）ではトラブルに対応できない可能性があるため、ニュートラルカーの代わりにホイールを積んだオートバイが多数投入されるのも特徴である。しかしながら、これだけのサポート体制によってもパンクしたホイールを速やかに交換出来ない選手は発生してしまう。この為、地元の自転車愛好家が自前のホイールを持ってパヴェの出口辺りに待機しており、サポートを受けられない選手にホイールを提供する光景が各所で展開する。

## エピソード
- 1949年の歴代優勝者はアンドレ・マエとセルセ・コッピ（ファウスト・コッピの弟）の2人、つまりダブルウィナーとなっているが、これは歴然たる公式記録である。逃げを決めていたマエたちがヴェロドロームに入る時に間違ったコースに誘導され、途中で気が付き裏口からドームに入り込んで、マエが勝利。しかし直後に正しいコースを走ってきて先頭でゴールしたセルセ・コッピが異議を申し立てたため、どちらを優勝とすべきか半年以上揉めた結果、両者を優勝とした（詳細は歴代優勝者の外部リンクを参照）。
- 90年代の最強チームと呼ばれたマペイは1996年、98年、99年の3回、チームメンバーで表彰台を独占する快挙を成し遂げているが、その全てに関わったのが、1999年優勝者のアンドレア・タフィである。2005年に彼が引退する前、「最後のクラシック」として選んだのもこのレースであり、その時には「PARIS - ROUBAIX」の文字の入ったスペシャルジャージで走り、注目を集めた。
- 1996年のレースではマペイのヨハン・ムセウ、ジャンルカ・ボルトラーミ、アンドレア・タフィの3人で逃げを決め、ゴール前はパレードのような走行をしてチーム内の順列どおりムセウ、ボルトラーミ、タフィの着順となった。この為一部から「勝負をすべき」という声が上がったが、ボルトラーミは「やっても同じ結果になっただろう」というコメントを残している。
- 2006年のレースでは逃げを決めたファビアン・カンチェラーラを追う集団が踏切を通過しようとする直前に遮断機が下り始める珍事が発生した。この時、強引に踏切を通過したレイフ・ホステ、ペーター・ヴァンペテヘム、ウラジミール・グゼフの3選手は、ゴール後に失格となった。
- このレースの模様を追ったドキュメンタリー映画「ロード・トゥ・ルーベ」（監督：デヴィット・ディールとデイブ・クーパー）のなかで、当時引退中だったランス・アームストロングが、「僕のレース人生で唯一の心残り、それはこのレースに参加しなかったことだ」と答えるなど、パリ〜ルーベ独特の空気はロードレーサーたちにもファンが多い。
- 別府史之も「一番好きなレースはパリ〜ルーベ」と答えた事がある。2007年のレースでは日本のナショナルチャンピオンジャージ（白地に日の丸入り赤帯、その下に赤線）を着た姿で集団の先頭を引くシーンが国際映像で流れた。

## 歴代優勝者
| 年   | 優勝者                             | 国                                 |
| ---- | ---------------------------------- | ---------------------------------- |
| 2025 | マチュー・ファン・デル・プール     | オランダ                           |
| 2024 | マチュー・ファン・デル・プール     | オランダ                           |
| 2023 | マチュー・ファン・デル・プール     | オランダ                           |
| 2022 | ディラン・ファンバールレ           | オランダ                           |
| 2021 | ソンニ・コルブレッリ               | イタリア                           |
| 2020 | 新型コロナウイルスの流行により中止 | 新型コロナウイルスの流行により中止 |
| 2019 | フィリップ・ジルベール             | ベルギー                           |
| 2018 | ペーター・サガン                   | スロバキア                         |
| 2017 | フレフ・ファン・アーヴェルマート   | ベルギー                           |
| 2016 | マシュー・ヘイマン                 | オーストラリア                     |
| 2015 | ヨーン・デーゲンコルプ             | ドイツ                             |
| 2014 | ニキ・テルプストラ                 | オランダ                           |
| 2013 | ファビアン・カンチェラーラ         | スイス                             |
| 2012 | トム・ボーネン                     | ベルギー                           |
| 2011 | ヨハン・ファンスュメレン           | ベルギー                           |
| 2010 | ファビアン・カンチェラーラ         | スイス                             |
| 2009 | トム・ボーネン                     | ベルギー                           |
| 2008 | トム・ボーネン                     | ベルギー                           |
| 2007 | スチュアート・オグレディ           | オーストラリア                     |
| 2006 | ファビアン・カンチェラーラ         | スイス                             |
| 2005 | トム・ボーネン                     | ベルギー                           |
| 2004 | マニュス・バクステット             | スウェーデン                       |
| 2003 | ペーター・ヴァンペテヘム           | ベルギー                           |
| 2002 | ヨハン・ムセウ                     | ベルギー                           |
| 2001 | セルファイス・クナーフェン         | オランダ                           |
| 2000 | ヨハン・ムセウ                     | ベルギー                           |
| 1999 | アンドレア・タフィ                 | イタリア                           |
| 1998 | フランコ・バッレリーニ             | イタリア                           |
| 1997 | フレデリック・ゲドン               | フランス                           |
| 1996 | ヨハン・ムセウ                     | ベルギー                           |
| 1995 | フランコ・バッレリーニ             | イタリア                           |
| 1994 | アンドレイ・チミル                 | ウクライナ                         |
| 1993 | ジルベール・デュクロラサール       | フランス                           |
| 1992 | ジルベール・デュクロラサール       | フランス                           |
| 1991 | マルク・マディオ                   | ベルギー                           |
| 1990 | エディ・プランカールト             | ベルギー                           |
| 1989 | ジャン＝マリー・ワンペルス         | ベルギー                           |
| 1988 | ディルク・デモル                   | ベルギー                           |
| 1987 | エリック・ファンデラールデン       | ベルギー                           |
| 1986 | ショーン・ケリー                   | アイルランド                       |
| 1985 | マルク・マディオ                   | フランス                           |
| 1984 | ショーン・ケリー                   | アイルランド                       |
| 1983 | ハニー・クイパー                   | オランダ                           |
| 1982 | ヤン・ラース                       | オランダ                           |
| 1981 | ベルナール・イノー                 | フランス                           |
| 1980 | フランチェスコ・モゼール           | イタリア                           |
| 1979 | フランチェスコ・モゼール           | イタリア                           |
| 1978 | フランチェスコ・モゼール           | イタリア                           |
| 1977 | ロジェ・デフラミンク               | ベルギー                           |
| 1976 | マルク・ドメイエ                   | ベルギー                           |
| 1975 | ロジェ・デフラミンク               | ベルギー                           |
| 1974 | ロジェ・デフラミンク               | ベルギー                           |
| 1973 | エディ・メルクス                   | ベルギー                           |
| 1972 | ロジェ・デフラミンク               | ベルギー                           |
| 1971 | ロジェ・ロジエル                   | ベルギー                           |
| 1970 | エディ・メルクス                   | ベルギー                           |
| 1969 | ワルテル・ホデフロート             | ベルギー                           |
| 1968 | エディ・メルクス                   | ベルギー                           |
| 1967 | ヤン・ヤンセン                     | オランダ                           |
| 1966 | フェリーチェ・ジモンディ           | イタリア                           |
| 1965 | リック・ファン・ローイ             | ベルギー                           |
| 1964 | ペーター・ポスト                   | オランダ                           |
| 1963 | エミール・ダームス                 | ベルギー                           |
| 1962 | リック・ファン・ローイ             | ベルギー                           |
| 1961 | リック・ファン・ローイ             | ベルギー                           |

| 年      | 優勝者                         | 国                       |
| ------- | ------------------------------ | ------------------------ |
| 1960    | ピノ・チェラミ                 | ベルギー                 |
| 1959    | ノエル・フォレ                 | ベルギー                 |
| 1958    | レオン・ファンダール           | ベルギー                 |
| 1957    | フレット・デ・ブリュイヌ       | ベルギー                 |
| 1956    | ルイゾン・ボベ                 | フランス                 |
| 1955    | ジャン・フォルスティエール     | フランス                 |
| 1954    | レイモン・アンパニ             | ベルギー                 |
| 1953    | ジェルマン・デライク           | ベルギー                 |
| 1952    | リック・ファンステーンベルヘン | ベルギー                 |
| 1951    | アントニオ・ベヴィラクア       | イタリア                 |
| 1950    | ファウスト・コッピ             | イタリア                 |
| 1949    | アンドレ・マエ セルセ・コッピ  | フランス イタリア        |
| 1948    | リック・ファンステーンベルヘン | ベルギー                 |
| 1947    | ジョルジュ・クラース           | ベルギー                 |
| 1946    | ジョルジュ・クラース           | ベルギー                 |
| 1945    | ポール・メイ                   | フランス                 |
| 1944    | モリス・デシンプラール         | ベルギー                 |
| 1943    | マルセル・キント               | ベルギー                 |
| 1940-42 | 奇妙な戦争により中止           | 奇妙な戦争により中止     |
| 1939    | エミール・マソンJr.            | ベルギー                 |
| 1938    | ルシアン・ストルム             | ベルギー                 |
| 1937    | ユレス・ロッシ                 | イタリア王国             |
| 1936    | ジョルジュ・スペシエ           | フランス                 |
| 1935    | ガストン・ルブリ               | ベルギー                 |
| 1934    | ガストン・ルブリ               | ベルギー                 |
| 1933    | シルヴェール・マース           | ベルギー                 |
| 1932    | ロマン・ヘイセルス             | ベルギー                 |
| 1931    | ガストン・ルブリ               | ベルギー                 |
| 1930    | ジュリアン・フェルヴァーク     | ベルギー                 |
| 1929    | シャルル・ムニエ               | ベルギー                 |
| 1928    | アンドレ・ルデュック           | フランス                 |
| 1927    | ジョルジュ・ロンス             | ベルギー                 |
| 1926    | ジュリアン・ドルブク           | ベルギー                 |
| 1925    | フェリックス・スリエ           | ベルギー                 |
| 1924    | ジュール・ファンヘヴェル       | ベルギー                 |
| 1923    | ヘンリ・ズーター               | スイス                   |
| 1922    | アルバート・デヨンへ           | ベルギー                 |
| 1921    | アンリ・ペリシエ               | フランス                 |
| 1920    | ポール・ドマン                 | ベルギー                 |
| 1919    | アンリ・ペリシエ               | フランス                 |
| 1915-18 | 第一次世界大戦により中止       | 第一次世界大戦により中止 |
| 1914    | シャルル・クリュペラント       | フランス                 |
| 1913    | フランソワ・ファベール         | ルクセンブルク           |
| 1912    | シャルル・クリュペラント       | フランス                 |
| 1911    | オクタヴ・ラピーズ             | フランス                 |
| 1910    | オクタヴ・ラピーズ             | フランス                 |
| 1909    | オクタヴ・ラピーズ             | フランス                 |
| 1908    | シリユ・ファンハウワールト     | ベルギー                 |
| 1907    | ジョルジュ・パスリュー         | フランス                 |
| 1906    | アンリ・コルネ                 | フランス                 |
| 1905    | ルイ・トゥルスリエ             | フランス                 |
| 1904    | イポリト・オクテュリエ         | フランス                 |
| 1903    | イポリト・オクテュリエ         | フランス                 |
| 1902    | リュシアン・レナ               | フランス                 |
| 1901    | リュシアン・レナ               | フランス                 |
| 1900    | エミール・ブウルス             | フランス                 |
| 1899    | アルベール・シャンピオン       | フランス                 |
| 1898    | モリス・ガラン                 | イタリア王国             |
| 1897    | モリス・ガラン                 | イタリア王国             |
| 1896    | ヨーゼフ・フィッシャー         | ドイツ帝国               |